# Charles de Thiennes de Lombise
Le comte Charles de Thiennes de Lombise, né à Lombise le 27 avril 1758 et mort dans cette ville le 18 août 1839, est un homme politique néerlandais à l'époque du royaume uni des Pays-Bas.

## Fonctions et mandats
- Commissaire général de la Justice : 1814-1815
- Membre de la Première Chambre des États généraux : 1815-1830
- Président de la Première Chambre des États généraux : 1815-1818, 1819-1820, 1821-1822, 1823-1824, 1825-1826, 1827-1828, 1829-1830
- Ministre d'État : 1815-1830